# Kościół Narodzenia Najświętszej Maryi Panny w Książu Małym
Kościół Narodzenia Najświętszej Maryi Panny – parafialny kościół rzymskokatolicki położony w Książu Małym w województwie małopolskim, w powiecie miechowskim, w gminie Książ Wielki, .
Kościół wraz z dzwonnicą, został wpisany do rejestru zabytków nieruchomych województwa małopolskiego.

## Historia
Kościół murowany, orientowany, wybudowany na niewielkim wzgórzu, na przełomie XIV i XV wieku.
odrestaurowany w 1710 roku. W latach 1565–1583 kościół zamieniony został na zbór kalwiński.

## Architektura
Obiekt w pierwotnej formie wybudowany w stylu gotyckim. W 1870 roku dobudowano kaplicę Serca Jezusowego oraz przedłużono korpus. W 1886 roku nadano nowy kształt elewacji.

## Wyposażenie wnętrza
- Późnobarokowe wyposażenie z 1710 roku, autorstwa krakowskiego snycerza Jerzego Hankisa[2];
- po obu stronach ołtarza głównego dwie trumienki z relikwiami;
- krucyfiks z 1621 roku;
- epitafia fundatorów.

## Dzwonnica
Dzwonnica drewniana z 1724 roku, nakryta dachem namiotowym zwieńczonym ośmioboczną wieżyczką z latarnią.

## Galeria zdjęć

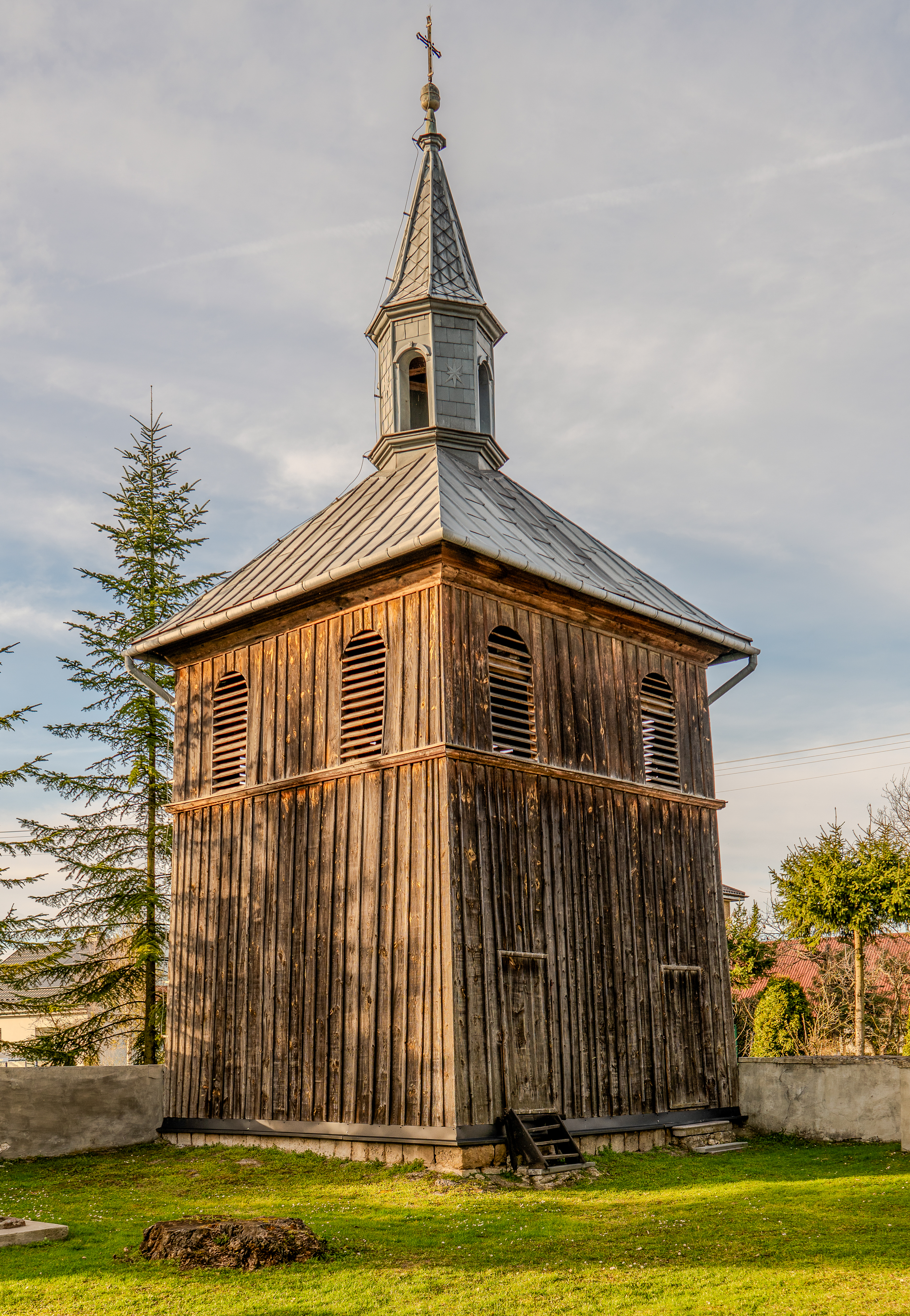
Dzwonnica
Wnętrze kościoła